# The Wall : Face au mur
 (août 2022).
La mise en forme du texte ne suit pas les recommandations de Wikipédia : il faut le « wikifier ».
Les points d'amélioration suivants sont les cas les plus fréquents. Le détail des points à revoir est peut-être précisé sur la page de discussion.
- Les titres sont pré-formatés par le logiciel. Ils ne sont ni en capitales, ni en gras.
- Le texte ne doit pas être écrit en capitales (les noms de famille non plus), ni en gras, ni en italique, ni en « petit »…
- Le gras n'est utilisé que pour surligner le titre de l'article dans l'introduction, une seule fois.
- L'italique est rarement utilisé : mots en langue étrangère, titres d'œuvres, noms de bateaux, etc.
- Les citations ne sont pas en italique mais en corps de texte normal. Elles sont entourées par des guillemets français : « et ».
- Les listes à puces sont à éviter, des paragraphes rédigés étant largement préférés. Les tableaux sont à réserver à la présentation de données structurées (résultats, etc.).
- Les appels de note de bas de page (petits chiffres en exposant, introduits par l'outil «  Source ») sont à placer entre la fin de phrase et le point final[comme ça].
- Les liens internes (vers d'autres articles de Wikipédia) sont à choisir avec parcimonie. Créez des liens vers des articles approfondissant le sujet. Les termes génériques sans rapport avec le sujet sont à éviter, ainsi que les répétitions de liens vers un même terme.
- Les liens externes sont à placer uniquement dans une section « Liens externes », à la fin de l'article. Ces liens sont à choisir avec parcimonie suivant les règles définies. Si un lien sert de source à l'article, son insertion dans le texte est à faire par les notes de bas de page.
- La présentation des références doit suivre les conventions bibliographiques. Il est recommandé d'utiliser les modèles {{Ouvrage}}, {{Chapitre}}, {{Article}}, {{Lien web}} et/ou {{Bibliographie}}. Le mode d'édition visuel peut mettre en forme automatiquement les références.
- Insérer une infobox (cadre d'informations à droite) n'est pas obligatoire pour parachever la mise en page.

Pour une aide détaillée, merci de consulter Aide:Wikification.
Si vous pensez que ces points ont été résolus, vous pouvez retirer ce bandeau et améliorer la mise en forme d'un autre article.
 (février 2017).
Si vous disposez d'ouvrages ou d'articles de référence ou si vous connaissez des sites web de qualité traitant du thème abordé ici, merci de compléter l'article en donnant les références utiles à sa vérifiabilité et en les liant à la section « Notes et références ».
 (13 mars 2017).
- Si vous ne connaissez pas le sujet, laissez ce bandeau (vous pouvez alors contacter les auteurs).
- Si vous supprimez le contenu mis en cause (vous pouvez préalablement contacter les auteurs),

argumentez précisément cette suppression dans la page de discussion
(un manque de référence n'est pas un argument ; une recherche réelle de référence doit avoir été effectuée, être formellement documentée).
The Wall : Face au mur est un jeu télévisé diffusé sur TF1 de février 2017 à août 2018. Le jeu est adapté par EndemolShine France de The Wall, programme américain diffusé en hebdomadaire sur NBC.

## Règles du jeu

### Bases
Le principe de base de The Wall est de faire tomber des boules et de répondre à des questions de culture générale. Il se joue en duo, tout comme Money Drop. Le but est d'amasser la plus grande cagnotte possible en répondant juste. Au cours du jeu, le couple de candidats doit répondre à 11 questions à choix multiples, durant trois manches différentes. Si la réponse est juste, le couple accumule de l'argent dans sa cagnotte. Si la réponse est fausse, le couple perd de l'argent dans sa cagnotte. Contrairement à d'autres jeux télévisés, le gain (ou la perte) d'argent n'est pas prédéterminé. C'est une ou plusieurs boules, lancées du haut d'une planche de Galton géante de 12 mètres de hauteur, qui déterminent a posteriori (donc après que la réponse a été donnée) la somme perdue ou gagnée. La boule est de couleur verte en cas de bonne réponse, rouge en cas de mauvaise réponse. La planche de Galton s'appelle « le mur » et donne son nom à l'émission. Les boules peuvent partir de 7 positions différentes, numérotées de 1 à 7 de la gauche vers la droite. En bas du mur, se trouvent 15 rangées qui sont affectées d'une valeur. Si une boule tombe dans une rangée, la valeur est ajoutée à la cagnotte (ou retranchée de la cagnotte) des candidats. Il est à noter que la cagnotte ne peut pas avoir une valeur négative, et donc toute somme perdue au-delà de 0 € n'a aucun effet. Le mur est habillé de diodes électroluminescentes, ce qui lui permet également d'être un écran et d'apporter une ambiance lumineuse.

### Manche 1
Le couple de candidats répond ensemble à cinq questions, chacune ayant deux propositions de réponse. Tout d'abord, une image se rapportant à la question est affichée sur le mur. Une fois que la question est posée, trois boules tombent du haut du mur (toujours depuis les positions 1, 4 et 7, ce qui correspond au centre et aux deux extrémités) et les deux propositions de réponse sont alors dévoilées. Le couple de candidats doit alors y répondre avant que l'une des trois boules ne touche le bas du mur, en appuyant sur l'un des deux buzzers à leur disposition. Ils peuvent changer de réponse tant que l'une des boules n'a pas touché le sol.
Les sommes des rangées au bas du mur durant cette manche sont les suivantes :
| 1 € | 500 € | 100 € | 2 000 € | 10 € | 1 000 € | 1 € | 5 000 € | 1 € | 1 000 € | 10 € | 2 000 € | 100 € | 500 € | 1 € |

|                                                       | Position 1 | Position 2 | Position 3 | Position 4 | Position 5 | Position 6 | Position 7 |
| ----------------------------------------------------- | ---------- | ---------- | ---------- | ---------- | ---------- | ---------- | ---------- |
| Montant moyen obtenable suivant la position de départ | 906,5 €    | 1 108 €    | 1 301 €    | 1 384 €    | 1 301 €    | 1 108 €    | 906,5 €    |

La valeur maximale d'une question peut donc atteindre 15 000 €, et durant cette manche, le couple peut amasser jusqu'à 75 000 €. Cependant, la probabilité que cela se produise est quasiment nulle du fait du caractère aléatoire des boules dans une planche de Galton (suivant une loi binomiale liée à la position de départ).
Une fois que les trois boules sont tombées, déterminant la valeur de la question, la bonne réponse est dévoilée et la cagnotte évolue d'autant. Une fois les 5 questions posées, le couple dispose d'une première cagnotte. Cette cagnotte représente la base du « contrat » qui sera l'élément crucial de la fin de partie.

### Manche 2
À partir de ce moment, le couple est alors séparé : un membre reste face au mur, et devra choisir les emplacements des boules qui tombent du haut du mur, et l'autre devra répondre aux questions, dans une salle insonorisée. De ce fait, seul le candidat face au mur connaît le montant de la cagnotte après chaque question. Le candidat qui répond aux questions n'a aucune information sur ce qu'il se passe, ni sur l'évolution de la cagnotte, ni même si ses réponses sont bonnes. Il ne peut également pas être aidé par son partenaire.
La manche 2 s'articule de la façon suivante :
- Deux boules vertes sont lancées simultanément du haut du mur : le candidat face au mur détermine les positions de départ, qui doivent obligatoirement être différentes pour les deux boules. Une fois celles-ci arrivées en bas, la somme obtenue est ajoutée à la cagnotte.
- Trois possibilités de réponse sont affichées. Le candidat face au mur peut déduire le thème de la question, et en fonction de la confiance qu'il accorde à son partenaire, choisir une position de départ plus ou moins risquée.
- Le candidat répond alors à la question, sans savoir si sa réponse est juste. Pour le candidat face au mur, la réponse est alors révélée et lui permet de savoir si cette question sera un gain ou une perte. La boule est alors lancée du haut du mur, de la position demandée, et une fois arrivée en bas, détermine la somme qui est gagnée si la réponse était bonne, ou perdue si la réponse était mauvaise. À noter que si la cagnotte était à 0 € et que le candidat isolé a mal répondu, les boules deviennent rouges et tombent quand même, mais la somme n'est pas retranchée de la cagnotte puisque celle-ci ne peut descendre en dessous de 0 €.
- Lors de la deuxième question, le candidat face au mur peut choisir de faire un coup double (x2), c'est-à-dire lancer deux boules au lieu d'une de la même position. Et lors de la troisième question, il peut choisir de faire un coup triple (x3), c'est-à-dire lancer trois boules de la même position. Évidemment, cela permet potentiellement de doubler ou de tripler les gains, mais aussi les pertes. Si la cagnotte est à 0 € avant la question, l'animateur propose au candidat de jouer d'office le coup double ou le coup triple, en lui signalant qu'il ne prend de toute façon aucun risque puisque la cagnotte ne peut pas être inférieure à 0 €.
- Enfin, une fois les trois questions posées, deux boules rouges sont lancées simultanément du haut du mur, des mêmes positions que le candidat a désignées pour les boules vertes. La cagnotte ne peut donc que baisser. À noter que si la cagnotte est à 0 € après le résultat de la troisième question, les boules rouges ne sont pas lancées puisqu'il n'y a rien à perdre.

Les sommes des rangées au bas du mur durant cette manche sont les suivantes :
| 1 € | 1 000 € | 100 € | 2 000 € | 10 € | 5 000 € | 1 € | 10 000 € | 1 € | 20 000 € | 10 € | 25 000 € | 100 € | 50 000 € | 1 € |

|                                                       | Position 1 | Position 2 | Position 3 | Position 4 | Position 5 | Position 6 | Position 7 |
| ----------------------------------------------------- | ---------- | ---------- | ---------- | ---------- | ---------- | ---------- | ---------- |
| Montant moyen obtenable suivant la position de départ | 2 083 €    | 3 010 €    | 4 245 €    | 5 796 €    | 7 625 €    | 9 701 €    | 11 999 €   |

Contrairement à la première manche où les rangées étaient symétriques, ici les valeurs ont tendance à augmenter en allant vers la droite, ce qui signifie que les positions de départ proches du 7 auront plus de chances de tomber sur des grosses sommes. C'est ici que le jeu prend une dimension stratégique car les choix du candidat face au mur peuvent influer directement sur les gains.
Le gain maximal de cette manche est de 399 998 € :
- 100 000 € sur les deux boules vertes au départ
- 50 000 € sur la première question
- 100 000 € sur la deuxième question (avec le coup double)
- 150 000 € sur la troisième question (avec le coup triple)
- Perte de 2 € sur les deux boules rouges

Même si, statistiquement parlant, ce cas est quasiment impossible, là encore du fait du caractère aléatoire d'une planche de Galton.

### Manche 3
Le fonctionnement de cette manche est identique à la manche 2, à quelques différences près.
- Au début de la manche, ce ne sont pas deux, mais trois boules vertes qui sont lancées du haut du mur, et cette fois, elles sont lancées les unes après les autres. Il en est de même pour les boules rouges à la fin de la manche qui sont lancées de la même position. Le candidat peut cette fois placer les boules librement, sur la même position ou sur des positions différentes.
- Les questions ont désormais quatre possibilités de réponse, au lieu de trois dans la manche précédente.
- Les valeurs des rangées sont désormais les suivantes :

| 1 € | 5 000 € | 100 € | 10 000 € | 10 € | 20 000 € | 1 € | 30 000 € | 1 € | 40 000 € | 10 € | 50 000 € | 100 € | 150 000 € | 1 € |

|                                                       | Position 1 | Position 2 | Position 3 | Position 4 | Position 5 | Position 6 | Position 7 |
| ----------------------------------------------------- | ---------- | ---------- | ---------- | ---------- | ---------- | ---------- | ---------- |
| Montant moyen obtenable suivant la position de départ | 7 881 €    | 10 128 €   | 12 538 €   | 15 084 €   | 18 000 €   | 21 957 €   | 27 748 €   |

Les sommes sont sensiblement augmentées, allant désormais jusqu'à 150 000 €. Le gain maximal de cette manche s'élève à 1 349 997 € :
- 450 000 € sur les trois boules vertes de départ
- 150 000 € sur la première question
- 300 000 € sur la deuxième question (avec le coup double)
- 450 000 € sur la troisième question (avec le coup triple)
- Perte de 3 € sur les trois boules rouges en fin de manche

Théoriquement, un duo de candidats peut gagner jusqu'à 1 824 995 €, mais les probabilités que cela se produise sont, là encore, infinitésimales.
Du fait de l'augmentation des sommes, les risques de tout perdre sont également plus importants, et il est possible de perdre l'intégralité de sa cagnotte, si elle est suffisamment basse, en une seule boule. De ce fait, les choix de la position de départ sont cruciaux, puisque plus la position choisie est à droite, plus les probabilités de tomber sur une grosse somme augmentent (de par la loi binomiale issue d'une planche de Galton qui se rapproche d'une loi normale). 
Au 14 juillet 2017, la version française a déjà offert un total de 5 881 249 € à l'ensemble des couples de candidats sur les 100 émissions déjà diffusés à cette date ce qui donne une moyenne de 58 812,49 € par numéro.

### Le contrat
À la fin de la manche 3, avant que les trois boules rouges ne tombent, le candidat isolé et ayant répondu aux questions reçoit un cylindre contenant un contrat. Ce contrat — s'il est signé — permet au duo de candidats de repartir quoi qu'il arrive avec une certaine somme.
- Si le contrat est signé par le candidat isolé, le duo renonce au montant final de la cagnotte, et repart avec une somme déterminée par la cagnotte obtenue à la fin de la première manche, plus 2 500 € supplémentaires par bonne réponse donnée dans les manches 2 et 3. Le candidat isolé ne peut donc avoir qu'une estimation de la somme garantie par le contrat puisqu'il ignore si ses réponses étaient bonnes ou mauvaises. Cette somme peut atteindre au maximum 90 000 € (75 000 € sur la première manche plus six fois 2 500 € pour les six questions des manches 2 et 3).
- Si le contrat est déchiré par le candidat, le duo repart avec la somme finale de la cagnotte, qui peut être de 0 € comme elle peut être largement supérieure au montant du contrat.

Une fois le contrat signé ou déchiré, il est remis dans le cylindre par le candidat isolé (sans que le candidat face au mur ait connaissance de sa décision). C'est alors que les trois boules rouges de la fin de la manche 3 tombent les unes après les autres, depuis le haut du mur, des mêmes positions que le candidat a désigné pour les boules vertes, déterminant le montant final de la cagnotte (à noter que si la cagnotte tombe à 0 €, les boules rouges restantes ne tombent pas puisqu'on ne peut pas descendre en dessous).
Il est tout à fait possible qu'un duo de candidats n'ayant donné que des bonnes réponses ait une cagnotte finale de 0 €, si les boules vertes n'ont pas rapporté assez d'argent et que les boules rouges en retranchent suffisamment.
C'est alors que le candidat isolé est libéré de la salle insonorisée, ignorant tout du montant final de la cagnotte. Le candidat isolé fait part de sa décision, de la signature ou du refus du contrat, avant que l'autre candidat ne lui révèle le montant de la cagnotte, connaissant ainsi la somme qu'ils ont éventuellement gagné.

### Jeu des téléspectateurs
En réalité le couple participant ne repartira qu'avec la moitié de ses gains, qui seront partagés avec un téléspectateur tiré au sort via un jeu téléphonique et par SMS. Si le couple ne gagne rien, la participation du téléspectateur sélectionné est conservée pour l'émission suivante.

## Diffusion
Contrairement à la version américaine, qui est diffusée en hebdomadaire, la version française est diffusée cinq jours par semaine (du lundi au vendredi) depuis le 27 février 2017 :
- Du 27 février 2017 au 14 juillet 2017 : à 19 h pour une session initiale de 100 émissions.

- Du 25 décembre 2017 au 2 février 2018 : à 18 h 30 pour une session de 30 émissions[2],[3].

### Diffusions spéciales
Pour la première fois, le jeu est diffusé en prime time le samedi 30 décembre 2017 à 21 h sur TF1, pour soutenir le dispositif Mon Cartable Connecté.
| Personnalités                     | Gains     |
| --------------------------------- | --------- |
| Agustín Galiana et Philippe Bas   | 16 801 €  |
| Estelle Denis et Raymond Domenech | 164 991 € |
| Jeanfi Janssen et Marc Lavoine    | 131 636 € |
| Total                             | 313 428 € |

Pour la deuxième fois, le jeu est diffusé en prime time le samedi 18 août 2018 à 21 h sur TF1, pour soutenir La Fondation pour la recherche médicale.
| Personnalités                         | Gains    |
| ------------------------------------- | -------- |
| Thierry Lhermitte et Elsa Zylberstein | 30 010 € |
| François Berléand et Dave             | 17 705 € |
| Vincent Cerutti et Hapsatou Sy        | 0 €      |
| Total                                 | 47 715 € |

## Gain record
Le tableau comporte les dix gains records de l'émission depuis le lancement.
Aux États-Unis, Hecthan et Hector sont les détenteurs du record du gain dans la version américaine avec 1 749 907 $
| Top 10             | Top 10             | Top 10           | Top 10    |
| Rang               | Candidats          | Date             | Gain      |
| ------------------ | ------------------ | ---------------- | --------- |
| Médaille d'or      | Morgane & Renaud   | 12 juin 2017     | 308 647 € |
| Médaille d'argent  | Corinne & Edmond   | 4 avril 2017     | 251 123 € |
| Médaille de bronze | Tamara & Benjamin  | 6 juillet 2017   | 236 589 € |
| 4                  | Javier & Maria     | 11 janvier 2018  | 214 903 € |
| 5                  | Sandy & Dina       | 13 avril 2017    | 207 998 € |
| 6                  | Élisa & Charlène   | 22 juin 2017     | 200 980 € |
| 7                  | Sandrine & Régis   | 4 mai 2017       | 200 812 € |
| 8                  | Élodie & Séverine  | 30 mars 2017     | 192 736 € |
| 9                  | Jérôme & Jonathan  | 6 mars 2017      | 182 143 € |
| 10                 | Jacqueline & Sonia | 25 décembre 2017 | 179 981 € |

## Jeu de société
Un jeu de société est sorti en octobre 2017 édité par Dujardin.